# Гэсс, Кайл
Кайл Ри́чард Гэсс (англ. Kyle Richard Gass; род. 14 июля 1960, Кастро-Валли, Калифорния, США) — американский актёр кино и озвучивания, продюсер, сценарист, композитор и музыкант. Участник рок-группы Tenacious D, которую создал в 1994 году вместе с Джеком Блэком; также является участником группы Trainwreck и лидером группы The Kyle Gass Band.

## Биография

### Ранние годы
Родился 14 июля 1960 года в Калифорнии в местечке Кастро-Валли (англ. Castro Valley), расположенном в области залива Сан-Франциско. Его музыкальная карьера началась ещё в юном возрасте: в 8 лет он стал играть на флейте, чуть позже на саксофоне, а в 12 Кайл начал играть на старой гитаре.
Актёрские способности, как и музыкальные, Кайл Гэсс проявил ещё в детстве. Его первое выступление как актёра состоялось в 1988 году, в рекламном ролике компании по производству лимонадов 7UP Gold.
Окончил Калифорнийский университет в Лос-Анджелесе. В колледже Кайл познакомился с Тимом Роббинсом, который предложил ему вступить в театральную труппу The Actor’s Gang. Там же Кайл Гэсс познакомился с Джеком Блэком, и эта встреча стала впоследствии для них судьбоносной. Кайл научил Джека играть на гитаре, а Джек помог ему с актёрским мастерством.

### Личная жизнь
Кайл Гэсс является крестным отцом сына Джека Блэка.

## Карьера
Играет на акустической и электрогитаре.
В 1997 году Кайл вместе с Джейсоном Ридом образовал рок-группу Trainwreck, в которой они оба взяли себе псевдонимы Клип Калхоун и Дерил Ли Дональд.
Участник рок-группы из Лос-Анджелеса «Tenacious D».
Лидер собственной группы The Kyle Gass Band.
В арсенале The Kyle Gass Band уже два альбома: Kyle Gass Band (2013), Thundering Herd (2016).
Кайл Гэсс снялся во множестве фильмов, но играл в основном второстепенные роли. В большинстве из этих фильмов снимался и Джек Блэк.
В 2009 году Гэсс озвучил второстепенного персонажа в игре Brutal Legend.

## Фильмография
| Год  | Русское название             | Оригинальное название            | Роль                                    |
| ---- | ---------------------------- | -------------------------------- | --------------------------------------- |
| 1996 | Кабельщик                    | The Cable Guy                    | лентяй                                  |
| 1999 | Колыбель будет качаться      | Cradle Will Rock                 | Ларри                                   |
| 2001 | Стерва                       | Saving Silverman                 | толстяк-фокусник в баре                 |
| 2001 | Любовь зла                   | Shallow Hal                      | Арти                                    |
| 2002 | Друзья                       | Friends                          | Уличный грабитель (9 сезон 15-й эпизод) |
| 2003 | Эльф                         | Elf                              | Юджин                                   |
| 2006 | Tenacious D: Медиатор судьбы | Tenacious D: The Pick of Destiny | Кей-Джи или Кайл Гэсс                   |
| 2007 | Реальные кабаны              | Wild Hogs                        | Шоумен                                  |
| 2008 | Низшее образование           | Lower Learning                   | Декатур                                 |
| 2008 | Кунг-фу панда                | Kung Fu Panda                    | KG Shaw                                 |
| 2009 | Начало времён                | Year One                         | Евнух                                   |
| 2010 | Всё к лучшему                | Barry Munday                     | Джерри Шерман                           |
| 2011 | Шоссе                        | High Road                        | чудак                                   |